# Старобжегокайское сельское поселение
Старобжегокайское сельское поселение — муниципальное образование в составе Тахтамукайского района Республики Адыгея Российской Федерации.
Административный центр — аул Старобжегокай.

## География
На территории поселения имеются шесть озёр. С северной стороны омывает река Кубань.

## Население
| 2002    | 2010  | 2011  | 2012  | 2013  | 2014    | 2015    |
| ------- | ----- | ----- | ----- | ----- | ------- | ------- |
| 2607    | ↗4618 | ↗4619 | ↗4719 | ↗4893 | ↗5139   | ↗5470   |
| 2016    | 2017  | 2018  | 2019  | 2020  | 2021    | 2023    |
| ↗5852   | ↗6348 | ↗6934 | ↗7820 | ↗9383 | ↗16 674 | ↗18 909 |
| 2024    |       |       |       |       |         |         |
| ↗20 926 |       |       |       |       |         |         |

## Состав сельского поселения
| № | Населённый пункт | Тип населённого пункта      | Население |
| - | ---------------- | --------------------------- | --------- |
| 1 | Старобжегокай    | аул, административный центр | ↗2748     |
| 2 | Новая Адыгея     | аул                         | ↗16 968   |
| 3 | Хомуты           | хутор                       | ↗1210     |

## Национальный состав
По переписи населения 2010 года из 4 618 проживающих в сельском поселении, 4 406 человек указали свою национальность:
| Национальность  | %       | Численность |
| --------------- | ------- | ----------- |
| Русские         | 47,75 % | 2 104       |
| Адыги (черкесы) | 42,83 % | 1 887       |
| Армяне          | 2,79 %  | 123         |
| Грузины         | 0,77 %  | 34          |

По данным переписи населения 2021 года из 16674 проживающих в сельском поселении, 15214 человека указали свою национальность
:
| Народ           | Численность, чел. | Доля от населения, % |
| --------------- | ----------------- | -------------------- |
| Русские         | 11 479            | 75,45 %              |
| Адыги (Черкесы) | 2 100             | 13,80 %              |
| Армяне          | 437               | 2,87 %               |
| Таджики         | 119               | 0,78 %               |
| Украинцы        | 119               | 0,78 %               |